# تروسی لورگویو
تروسی لورگویو (به فرانسوی: Trucy-l'Orgueilleux) یک کمون در فرانسه است که در Canton of Clamecy واقع شده‌است.

## خصوصیات
تروسی لورگویو ۱۳٫۵۴ کیلومترمربع مساحت و ۲۲۹ نفر جمعیت دارد.